# عين الجوزة
عين الجوزة هي قرية لبنانية من قرى قضاء عاليه في محافظة جبل لبنان.